# Mende
Mende je vas na Madžarskem, ki upravno spada pod podregijo Monori Županije Pešta.